# Нарцистички поремећај личности
Нарцистички поремећај личности (енгл. Narcissistic Personality Disorder - NPD) представља психички поремећај личности у коме постоји дугорочно присутно понашање које карактеришу осећај самоважности (грандиозност), дубока потреба за пажњом и дивљењем, претерана самоувереност и недостатак разумевања за осећаје других (емпатије). Особе које болују од тог поремећаја често претерано размишљају о стицању славе, моћи, или о свом физичком изгледу. Често користе људе око себе.
Овај поремећај се јавља код отприлике 6% одраслих особа, чешће код мушкараца него код жена, и чешће се манифестује код младих људи. Као и остале врсте менталних поремећаја, нарцистички поремећај личности може узроковати потешкоће у развоју.
Узрок поремећаја је непознат, иако се сматра да постоје биолошки, психолошки и спољни фактори ризика који утичу на развој појединца и поремећаја. Нека истраживања су показала да могу имати мањи део мозга који је одговоран за емпатију. Дијагноза се успоставља разговором с појединцем. Већина људи с овим поремећајем не тражи помоћ јер верују како немају проблем, и да је њихова околина та која има поремећај.
Карактеристике нарцисоидног поремећаја личности први је описао Роберт Велдер 1925. године, а садашње име поремећаја ушло у употребу тек 1968.

## Знаци и симптоми
- Уверење у илузије о властитој грандиозности уз очекивање да ће их околина уважити, без адекватног разлога
- Фиксираност на фантазије о моћи, привлачности, интелигенцији, лепоти или љубави
- Илузије о властитој супериорности, јединствености, посебности и вишем социјалном статусу од других
- Очекивање константних похвала
- Осећај да поседују право на посебан третман или третман према њиховим жељама, уз послушност околине без пропиткивања
- Искоришћавање и манипулација околине у сврхе остваривања личних циљева
- Недостатак емпатије за осећаје, жеље и потребе других људи
- Честа завист према другима и увереност да су други завидни на њих
- Помпезно и арогантно држање; активно успостављање контроле и моћи над другима
- Слабо самопоуздање, немогућност подношења критике, и потреба за омаловажавањем других како би потврдили властиту супериорност [5] [6] [7]

## Узроци нарцисоидног поремећаја личности
Постоје многе теорије о могућим узроцима нарцисоидног поремећаја личности. Већина стручњака се слаже са био-психосоцијалним моделом узрочности. Под тим се подразумева да се узрок мора потражити у целокупној животној историји особе. Наиме, узрок се највероватније може приписати сплету биолошких, генетских фактора, затим социјалних и психолошких. Одавде можемо закључити да није довољан један фактор за настанак поремећаја, већ комплексно, испреплетано деловање свих наведених фактора. Ако особа има овај поремећај личности, постоји велика могућност да поремећај наследе деца.

## Дијагностика нарцисоидног поремећаја личности
Поремећаје личности као што је нарцисоидни поремећај личности обично дијагностикује специјалиста за ментално здравље, као што је психијатар или психолог. Лекари опште праксе нису специјализовани да дијагностикују овај поремећај. Првобитно се особа обрати изабраном лекару опште праксе и извести о проблему, лекар опште праксе потом упућује особу специјалисти за ментално здравље на дијагностику и даљње лечење. Не постоји лабораторијска анализа или генетски тест који се може применити за постављање дијагнозе поремећаја. За дијагностику се употребљава дијагностички интервју и психолошки тестови.
Особе с нарцисоидним поремећајем личности ретко траже помоћ и не траже третман све док поремећај не почне знатно да их омета или да на неки други начин утиче на њихов живот. То се најчешће догађа кад се исцрпе одбрамбени ресурси особе за ношење са стресом и другим животним догађајима.

## Третман нарцисоидног поремећаја личности
Третман нарцисоидног поремећаја личности обично подразумева дугорочну психотерапију уз помоћ психотерапеута. Такође се могу преписати лекови да помогну код одређених симптома.